# أوسكار أندروود
أوسكار ويلدر أندروود (بالإنجليزية: Oscar Underwood)‏ (6 مايو 1862 – 25 يناير 1929) محامي وسياسي أمريكي من ألاباما، ومرشح لرئاسة الولايات المتحدة في عامي 1912 و1924. وأول زعيم أعضاء رسمي معين في مجلس الشيوخ الأمريكي، والفرد الوحيد الذي شغل منصب الزعيم الديمقراطي في كل من مجلس الشيوخ ومجلس النواب بالولايات المتحدة.
ولد أندروود في لويفيل بولاية كنتاكي، وبدأ حياته المهنية في ولاية مينيسوتا بعد تخرجه من جامعة فرجينيا. نقل ممارسته القانونية إلى برمنغهام في ألاباما في عام 1884، وفاز في انتخابات لمجلس النواب في عام 1894. شغل أندروود منصب زعيم الأغلبية في مجلس النواب في الفترة من 1911 إلى 1915، وكان مؤيدًا قويًا لجدول أعمال الرئيس وودرو ويلسون التقدمي ومدافعًا بارزًا عن خفض التعرفة الجمركية. قدم قانون الإيرادات لعام 1913، والمعروف أيضًا باسم تعرفة أندروود، الذي خفض معدلات التعرفة الجمركية وفرض ضريبة دخل فيدرالية. فاز في انتخابات مجلس الشيوخ في عام 1914، وشغل منصب زعيم الأقلية في مجلس الشيوخ من 1920 إلى 1923. عارض حظر الكحوليات الفيدرالي دون جدوى، بحجة أنه ينبغي على حكومات الولايات والحكومات المحلية تنظيم المشروبات الكحولية.
أراد أندروود الترشح للرئاسة في المؤتمر الوطني الديمقراطي لعام 1912، ولكن المؤتمر اختار وودرو ويلسون بعد ستة وأربعين صوتًا. رفض ترشيحه لمنصب نائب الرئيس، والذي ذهب إلى توماس رايلي مارشال بدلًا منه. ترشح أندروود للرئاسة مرة أخرى في عام 1924، ودخل المؤتمر الوطني الديمقراطي لعام 1924 كمعارض محافظ بارز لكو كلوكس كلان. فشل أندروود، وهو أحد السياسيين القلائل البارزين المناهضين للكلان في الجنوب في ذلك الوقت، وأنصاره بفارق ضئيل في الفوز بقرار ديمقراطي يدين كلان. لاقى موجة من التأييد في الاقتراع الرئاسي رقم 101 للمؤتمر، لكن الديمقراطيين رشحوا جون دبليو. ديفيس كمرشح توافقي. رفض أندروود الترشح لإعادة انتخابه في عام 1926، وتقاعد في مزرعة وودلون في مقاطعة فيرفاكس بولاية فرجينيا حيث توفي عام 1929.

## الحياة السياسية
حصلت ألاباما على مقعد إضافي بعد إحصاء عام 1890، وأصبح أندروود رئيسًا للجنة الديمقراطية الجديدة في المقاطعة التاسعة عام 1892. انتخبه الناخبون بعد عامين كديمقراطي في مجلس نواب الولايات المتحدة. ومع ذلك، نجح ترومان إتش. ألدريتش في الاعتراض على تلك النتيجة الانتخابية، مما أجبر أندروود على الاستقالة في منتصف المدة في 9 يونيو 1896.
مع ذلك استمر أندروود، وقام بحملة لإصلاح التعرفة الجمركية. فاز بالمقعد مرة أخرى في انتخابات نهاية العام، ثم أعيد انتخابه مرات عديدة، وخدم تسع فترات (من 1897 إلى 1915). أصبح أندروود أول ضابط انتظام للأقلية الديمقراطية في مجلس النواب، إذ خدم من نحو عام 1900 إلى 1901. ثم أصبح زعيم الأغلبية في مجلس النواب من عام 1911 إلى عام 1915. كان من بين مرشحي الحزب الديمقراطي للرئاسة في عام 1912، ولديه بعض المؤازرة في المؤتمر الوطني بين النواب الجنوبيين، لكنه لم يتمكن من منافسة تشامب كلارك ووودرو ويلسون. في المؤتمر الذي عُقِد ذلك العام في بالتيمور، عرض إداريو ويلسون على أندروود ترشيحه لمنصب نائب الرئيس، وهو ما رفضه. بعد الانتخابات دعم أندروود الإصلاحات التقدمية لولاية ويلسون الأولى، مستخدمًا منصبه كرئيس للجنة السبل والوسائل في مجلس النواب لإدارة التشريعات والحفاظ على الانضباط الحزبي. منحه ويلسون في المقابل سيطرة كبيرة على المحسوبية، وعين ألبرت س. بورليسون مدير مكتب البريد بناءً على توصية أندروود. يُعرف قانون الإيرادات لعام 1913 أيضًا باسم قانون تعرفة أندروود أو قانون أندروود- سيمونز تقديرًا لدور أندروود في كتابة وإدارة مشروع القانون باعتباره رئيسًا للجنة السبل والوسائل في مجلس النواب. وقف مع أقلية صغيرة من أعضاء مجلس النواب عارضت الرئيس عندما صوت، مثلما وعد الديمقراطيون في حملتهم الأخيرة، للحفاظ على إعفاء السفن الأمريكية التي تسافر بين الموانئ الأمريكية من رسوم قناة بنما، على الرغم من الاحتجاجات البريطانية أن السياسة انتهكت معاهدة هاي بونسيفوت.
فاز أندروود مرتين في انتخابات مجلس الشيوخ الأمريكي في عامي 1914 و1920، وخدم هناك في الفترة من 4 مارس 1915 إلى 3 مارس 1927. وكان زعيم الأقلية في مجلس الشيوخ من 1920 إلى 1923.
عارض حظر الكحوليات الفيدرالي باعتباره «محاولة لسلب الولايات سلطتَها القضائية على شؤون الشرطة» ودعا إلى السيطرة المحلية على تنظيم المشروبات الكحولية «قد نتوقع أن نجد ظروفًا محسنةً في حياة الرجال والنساء الذين يمارسون الاعتدال في المشروب ولكننا لا نجد أن هذه الحالة سائدة في الولايات التي توجد فيها قوانين حظر الكحوليات في كتب القوانين منذ سنوات مقارنةً بالولايات التي تباع فيها الخمور بموجب نظام الترخيص أو حيث يُسيطَر على قوانين الاعتدال من قبل آراء المجتمعات المحلية».
قاد أندروود القوات المناهضة لكو كلوكس كلان في المؤتمر الوطني الديمقراطي لعام 1924. كان خصمًا قديمًا للكلان. عندما نظمت منظمة كلان استعراضًا عام 1924 في برمنغهام خلال المؤتمر الوطني الديمقراطي في ذلك العام، وصفه أندروود بأنه «محاولة لترهيبي أنا، ووفد ألاباما، والحزب الديمقراطي .... لن ينجح ذلك ... أنا أؤكد أن المنظمة تهديد وطني ... علينا أن نختار إما كو كلوكس كلان أو الولايات المتحدة الأمريكية. لا يمكن لكليهما أن يستمرا. من بين هذين الخيارين، اخترت بلدي». بحلول عام 1924، كان أندروود واحدًا من القلة القليلة من شاغلي المناصب المناهضين لكلان المتبقين في الجنوب.
ألقى باللوم على معارضة الكلان لترشيحه لخسارته في الانتخابات الأولية في جورجيا لصالح وزير الخزانة السابق ويليام غيبس مكادو. ثم قرر أن يحرج مكادو من خلال تسجيل موقف رسمي للحزب ضد الكلان. حتى قبل نظر المؤتمر في برنامجه، دعا خطاب الترشح لأندروود إلى إدانة الكلان وأسفر عنه مظاهرات طويلة. أسفرت محاولة تعديل البرنامج لإدانة الكلان بالاسم عن مظاهرات وخطب عارمة، قاطعت العديد منها الحشود المناهضة لكلان التي ملأت الصالات بما في ذلك تلك التي ألقاها وليام جيننغز بريان. على الرغم من الطعن في التصويت النهائي للمؤتمر، هزم اقتراح الأقلية بتسمية كلان بأغلبية 542 صوتًا مقابل 541 صوتًا. أثبت الصراع أن المعركة معركة استقطابية جعلت كل من المرشحين الرئيسيين للمؤتمر مرفوضين من قبل شرائح كبيرة من الحزب، دون تعزيز فرص أندروود في أقل تقدير. اتسم المؤتمر بالوصول إلى طريق مسدود (جمود) بين مؤيدي حاكم نيويورك الإيرلندي الكاثوليكي آل سميث ومكادو، بينما تتطلب قواعد المؤتمر تصويتًا بثلثي الأصوات لضمان الترشيح. رفضت عدة وفود تأييد أي من المرشحين الرئيسيين واستمرت في التصويت لصالح «الابن المفضل» لولايتهم بدلًا من ذلك. مثله كمثل مرشحي الولايات الآخرين، قاوم أندروود الجهود الرامية لإزالة قاعدة الثلثين في المؤتمر. عمل المؤتمر أيضًا من خلال 103 صناديق الاقتراع، وأدلت ألاباما بأصواتها أولًا باعتبارها أول ولاية أبجديًا. أعلن رئيس الوفد، الحاكم ويليام دبليو. براندون، أن الولاية صوتت بالإجماع في كل مرة دون تغيير: «قدمت ألاباما 24 صوتًا لأوسكار دبليو أندروود». أصبح أندروود رمزًا لجمود المؤتمر. كان مجموع أصواته ضئيلًا، أقل من 50، حتى انكسر الجمود وفاز في الاقتراع 101 بـ 229.5، ولكن مواقفه المناهضة لحظر الكحوليات وللكلان جعلته مرشحاً توافقيًا غير مرجح، وتحول المؤتمر إلى جون دبليو. ديفيز من غرب فرجينيا، الذي كان عمله كمحامٍ في وول ستريت عقبة سياسية أسهل أمام المفوضين.
رفض أندروود الترشح لإعادة انتخابه لمجلس الشيوخ في عام 1926. أزعج موقفه المناهض لكلان البعض في حزبه وكذلك في كلان، وكان هوغو بلاك مرشحًا هائلًا.
عُين أندروود في لجنة سلام دولية في عام 1927. دعم أندروود حاكم نيويورك آل سميث لمنصب الرئيس في عام 1928.

## روابط خارجية
- أوسكار أندروود على موقع الموسوعة البريطانية (الإنجليزية)
- أوسكار أندروود على موقع إن إن دي بي (الإنجليزية)